# Turgut Atakol
Turgut Atakol (Istanbul, 10 ottobre 1915 – Istanbul, 9 aprile 1988) è stato un cestista, arbitro di pallacanestro e dirigente sportivo turco, membro del FIBA Hall of Fame dal 2007 in qualità di contributore.

## Carriera
Prima di dedicarsi alla carriera arbitrale, ha vestisto la maglia del Galatasaray. Ha diretto 79 incontri a livello internazionale, il più importante dei quali la finale del FIBA EuroBasket 1955 tra Cecoslovacchia e Ungheria.
Ha fatto parte della Commissione Tecnica FIBA per vent'anni (dal 1956 al 1976). Fu il primo Presidente della Federazione cestistica della Turchia, rimanendo in carica dal 1958 al 1964.
Membro del Comitato Olimpico Nazionale Turco già dagli anni sessanta, ne divenne Segretario generale dal 1973 al 1982 e Presidente dal 1982 al 1988. È stato membro del CIO dal 1984.